# Dorothea Strauss
Dorothea Strauss (* 21. Dezember 1960) ist eine deutsche Kuratorin, Transformationsberaterin und Ausstellungsmacherin. Sie wuchs in Israel, Deutschland, Holland und der Schweiz auf.

## Leben und Wirken
Dorothea Strauss begann ihre kuratorische Laufbahn am Museum gegenstandsfreier Kunst in Otterndorf, dessen Leiterin sie von 1988 bis 1991 war. Gemeinsam mit dem Kunstkritiker Konstantin Adamopoulos betrieb sie 1993 bis 1995 in Frankfurt einen freien Ausstellungsraum für junge Kunst in der Schulstraße 48, wo sie u. a. Projekte mit Thomas Hirschhorn, Imi Knoebel, Peter Fend und Susa Templin realisierte.
Als Leiterin der Kunsthalle Sankt Gallen initiierte sie 1996 bis 2001 ein generationenübergreifendes Vermittlungsprogramm und zeigte Ausstellungen mit Künstlern wie Cosima von Bonin, Christoph Büchel, Noritoshi Hirakawa, Monika Sennhauser, Carsten Höller, Rirkrit Tiravanija, Michel Auder, Odili Donald Odita, Claudia Di Gallo, Maria Marshall, Monika Baer und Jonathan Meese.
Von 2001 bis 2005 war sie Direktorin des Kunstvereins Freiburg, wo sie u. a. mit Olaf Breuning, Daniele Buetti, Tatiana Trouvé, Shirana Shahbazi, Matti Braun, Gilles Barbier und Nader Ahriman arbeitete. Ihre kuratorische Handschrift verband gesellschaftliche Fragestellungen mit ästhetischen Ansätzen.
2005 kuratierte sie im Auftrag der Bundesrepublik Deutschland die Ausstellung Rundlederwelten im Martin-Gropius-Bau in Berlin anlässlich der Fußball-Weltmeisterschaft 2006.
Von 2005 bis Juni 2013 übernahm sie die Leitung des Museums Haus Konstruktiv in Zürich. Dort initiierte sie den Zurich Art Prize und präsentierte u. a. Carsten Nicolai, Helen Mirra, Max Bill, Alex Katz, Charlotte Posenenske, Peter Roehr, Joseph Kosuth, Elias Crespin, Werke der Collection Ella Fontanals-Cisneros und der Adolpho Leirner Collection, Tino Sehgal, Ryan Gander, Jochem Hendricks und Mai-Thu Perret. Sie positionierte das Museum neu, erweiterte dessen internationale Sichtbarkeit und gründete u. a. die Kinder-Kultur-Akademie Zürich (KKAZ).
Parallel war Strauss viele Jahre in der Lehre tätig, u. a. an der Zürcher Hochschule der Künste sowie in Weiterbildungsprogrammen an der Universität St. Gallen und der Fachhochschule Bern.
Von 2006 bis 2009 war sie Gründungsvorsitzende der Arbeitsgruppe Kunst im öffentlichen Raum (AG KiöR) der Stadt Zürich. Sie entwickelte eine langfristige Strategie für partizipative Kunstprojekte im Stadtraum. Zu den lancierten Projekten zählten Schauplatz Stadthaus, Ulmberg Tunnel, der Wettbewerb Escher-Wyss-Platz, Zurich Transit Maritime (besser bekannt als Hafenkran) sowie das Symposium Ruhestörung.
2013 wechselte Strauss zur genossenschaftlich organisierten Mobiliar Versicherung, wo sie bis 2023 als Mitglied der erweiterten Geschäftsleitung die Abteilung für Corporate Social Responsibility aufbaute. Sie verband Klimafolgenforschung, Nachhaltigkeit, Innovation und kreative Prozesse in einem transdisziplinären Ansatz. Zu den von ihr verantworteten Projekten zählten ein Lehrstuhl für nachhaltige Stadtentwicklung an der EPFL Lausanne, das Mobiliar Forum Thun, das Jugendprogramm Atelier du Futur sowie partizipative Projekte wie das Freienwil-Projekt. Unter ihrer Leitung wurde auch die Unternehmenskunstsammlung der Mobiliar neu ausgerichtet und thematisch erweitert.
Seit 2023 ist Strauss als freischaffende Kuratorin, Transformationsexpertin und Coach tätig. Sie realisiert Ausstellungen – darunter 2024 das Projekt Backstage Engelberg – und entwickelt Workshop-Formate an der Schnittstelle von Leadership, Teamarbeit und gesellschaftlicher Transformation. Zudem arbeitet sie derzeit mit den Künstlern Severin Guelpa, Maria Ceppi, Ekrem Yalçındağ, Zilla Leutenegger und Angela Lyn an künstlerischen Konzepten und Publikationen.
Für das Lucerne Festival konzipiert sie seit 2022 künstlerische Dialogformate, u. a. mit Maya Rochat, Ester Vonplon und Winnie Huang.
Dorothea Strauss war Präsidentin des Stiftungsrats des Fotomuseum Winterthur (2016–2021) und der Public Art Foundation Switzerland (2019–2024) sowie Mitglied weiterer Fachgremien. Sie ist Vorstandsmitglied des Leopard Club des Locarno Film Festival sowie des Vereins Omanut – Forum für jüdische Kunst und Kultur. 2000 wurde sie mit dem Eidgenössischen Kuratorenpreis des Bundesamts für Kultur ausgezeichnet. Sie lebt mit ihrem Lebenspartner dem Kurator Christoph Doswald in der Nähe von Zürich.

## Schriften
- Backstage Engelberg, Verlag für Moderne Kunst, Wien, 2024, ISBN 978-3-99153-130-2
- Transformationen – Werke aus der Sammlung der Mobiliar, Verlag für Moderne Kunst, Wien, 2023, ISBN 978-3-991530-01-5
- Hot Spot Istanbul: Ekrem Yalcindag, Kehrer, Heidelberg, 2013, ISBN 978-3-86828-438-6
- Ganz konkret: Museum Haus Konstruktiv, Hatje Cantz, Berlin, 2011, ISBN 978-3-7757-2840-9
- Nelly Rudin – Open Space, Kehrer, Heidelberg, 2011, ISBN 978-3-86828-273-3
- Francois Morellet – Senile Lines and others, Van der Koelen, Mainz, 2006, ISBN 978-3-926663-35-1
- Thomas Müllenbach – Ganz normal, modo, Freiburg, 2004, ISBN 978-3-937014-09-8
- Dirk Skreber, modo, Freiburg, 2002, ISBN 978-3-922675-85-3
- Maria Marshall, modo, Freiburg, 2002, ISBN 978-3-922675-49-5